# Territoriu de bandolerus
Territoriu de bandolerus é um filme espanhol do género ação, realizado e escrito por Néstor del Barco Rodrigo e José Ignacio Cobos, e produzido por Pilar Cobos e Eduardo Gómez da associação cultural El Duendi. É considerado o primeiro filme realizado inteiramente em estremenho. Estreou-se em Serradilla a 17 de agosto de 2013.
O filme foi premiado com o São Pancrácio Reyes Abades no Festival Solidário de Cinema Espanhol de Cáceres, e com o Prémio da Cultura, atribuído pela Casa Regional da Estremadura em Getafe.

## Enredo
Narra a vida do bandoleiro El Cabrerín, baseada em factos do século XIX.

## Produção
A rodagem foi feita em Serradilla, na província de Cáceres, e no Parque Nacional de Monfragüe.
O filme contou com duzentos e vinte atores, quarenta cavalos e quatro carroças, que foram cedidas pelos habitantes do município de Serradilla e das localidades vizinhas. A rodagem durou dezoito meses.